# Paulo Anhaia
Paulo Anhaia, também conhecido como Paul X (São Paulo, 11 de janeiro de 1971), é um cantor, compositor, produtor musical, arranjador, multi-instrumentista e engenheiro de som, conhecido por suas produções no rock brasileiro.

## Biografia
Descendente de sírios e espanhóis, Paulo Anhaia começou seu contato com a música logo na infância. Sua primeira banda se chamava Shock e posteriormente começou a trabalhar com um trio de hard rock chamado Complexo B. Seu primeiro trabalho como produtor foi em sua banda Pozzeidon em 1987, e de lá pra cá não parou mais.[carece de fontes?]
Nessa mesma época Anhaia produziu vários discos e bandas. Na década de 90, trabalhou nos álbuns Indiferença, de Oficina G3 e On the Rock, do Resgate e Armagedom do Katsbarnea, considerados como clássicos do rock cristão brasileiro.
Em 1998, fundou a MonsteR, uma banda de thrash metal, com a qual lançou alguns discos. Entretanto, o grupo encerrou suas atividades em 2007 e segundo Anhaia o motivo era a falta de graça em continuar.[carece de fontes?]
Paulo Anhaia também já trabalhou como produtor ao lado de Rick Bonadio e Rodrigo Castanho em diversos álbuns.

## Discografia
Com o MonsteR
- 2001: The Nightmare Continues...
- 2004: No One Can Stop Us!!!
- 2005: Harder, Thicker & Longer

Como produtor musical e/ou músico convidado
- 1994: Foi Bom pra Você? - Velhas Virgens (produção musical, gravação, mixagem, direção vocal, slide guitar, baixo e vocal de apoio)
- 1995: On the Rock - Resgate (produção musical, vocais, teclado, engenharia de som, mixagem)
- 1995: Armagedom - Katsbarnea (produção musical, arranjos, vocal de apoio, mixagem)
- 1996: Indiferença - Oficina G3 (produção musical, arranjo vocal, percussão, edição digital, engenharia de áudio, mixagem, masterização, programação e vocal de apoio)
- 1996: Vocês não Sabem Como É Bom Aqui Dentro!! - Velhas Virgens (produção musical, gravação, mixagem, direção vocal, edição digital, percussão e vocal de apoio)
- 1997: Resgate - Resgate (produção musical, gravação, mixagem, masterização e arranjo vocal)
- 1998: Rodolfo & ET - ET & Rodolfo (gravação, edição digital, mixagem, vocal de apoio e produção vocal)
- 1998: Asas - Brother Simion (baixo, engenheiro de som, mixagem e vocal de apoio)
- 1999: Preço Curto... Prazo Longo - Charlie Brown Jr. (gravação, edição digital e mixagem)
- 1999: Isso É Amor - Ira! (mixagem)
- 1999: Fernanda Souza - Fernanda Souza (técnico de estúdio)
- 1999: 18 Anos sem Tirar! - Ultraje a Rigor (gravação e edição digital)
- 1999: Ilegal - Tihuana (gravação e edição digital)
- 1999: Los Hermanos - Los Hermanos (gravação, edição digital e mixagem)
- 2000: Praise - Resgate (produção musical, engenharia de som, arranjo vocal, edição e mixagem)
- 2000: 3001 - Rita Lee (operador de Pro Tools, edição digital)
- 2000: Todo Mundo Doido - O Surto (gravação, edição digital e vocal de apoio)
- 2000: Nadando com os Tubarões - Charlie Brown Jr. (gravação, edição digital e mixagem)
- 2001: 80 - Biquíni Cavadão (gravação, edição digital e mixagem)
- 2001: CPM 22 - CPM 22 (produção musical, gravação, edição digital, arranjos vocais e mixagem)
- 2001: Na Paz - Wilson Sideral (gravação, edição digital e mixagem)
- 2002: Rock and Roll - Thunderbird & DNSA (gravação, edição digital e vocal de apoio)
- 2002: Pra Onde For, Me Leve - Fat Family (técnico de estúdio)
- 2002: Rouge - Rouge (gravação e edição digital)
- 2002: A Vida Nos Ensina - Tihuana (gravação, edição digital, mixagem e vocal de apoio)
- 2002: Esse é o Remédio - Planta & Raiz (gravação, edição digital, vocal de apoio)
- 2002: Eu Continuo de Pé - Resgate (produção musical, pandeiro, engenharia de áudio, mixagem, com Dudu Borges)
- 2002: Chegou a Hora de Recomeçar - CPM 22 (produção musical, gravação, edição digital, vocal de apoio, arranjos vocais e mixagem)
- 2002: The Kingdom - Wizards (produção musical, gravação, produção e arranjo vocal, vocal de apoio, baixo, programação, mixagem, masterização)
- 2002: Eu Sou Assim - Luiza Possi (gravação, vocal de apoio, edição digital, produção vocal)
- 2002: Bocas Ordinárias - Charlie Brown Jr.  (gravação, edição digital e mixagem)
- 2003: Dia de Sorte - Holdini (edição digital, mixagem, guitarra)
- 2003: C'est La Vie - Rouge (gravação, produção, treinamento e arranjo vocal, edição digital e mixagem)
- 2003: Aqui ou em Qualquer Lugar - Tihuana (edição digital e vocal de apoio)
- 2003: Br'oz - Br'oz (gravação, edição digital, vocais de apoio, mixagem, produção e arranjos vocais)
- 2003: Equalizando as Idéias - O Surto (gravação, edição digital e mixagem)
- 2003: Tudo Outra Vez - LS Jack (gravação, edição digital, mixagem, vocal de apoio, produção vocal)
- 2003: Acústico MTV - Charlie Brown Jr. - Charlie Brown Jr. (coordenação de gravação, edição digital e mixagem 2.0 e 5.1)
- 2004: Sem Tempo pra Desperdiçar - Mr. Einstein (edição digital, slide guitar e masterização)
- 2004: Leela - Leela (edição digital e mixagem)
- 2004: Acústico MTV - Ira! (edição digital)
- 2004: Segundo Ato - Br'oz (gravação, edição digital, vocal de apoio, mixagem, produção e arranjos vocais)
- 2004: Blá Blá Blá - Rouge (gravação, produção, treinamento e arranjo vocal, edição digital e mixagem)
- 2004: Trova di Danú - Tuatha de Danann (produção musical, gravação, edição digital, mixagem, vocal de apoio, arranjos e direção vocal)
- 2004: De Cara Pro Mundo - Planta & Raiz (vocais de apoio, Pro Tools)
- 2004: Pro Mundo Levar - Luiza Possi (gravação, vocal de apoio, edição digital e produção vocal)
- 2004: Tamo Aí na Atividade - Charlie Brown Jr. (edição digital)
- 2004: D.O.L.L. - Heaven's Guardian (produção musical, baixo, gravação, edição digital, vocal de apoio, arranjos vocais e mixagem)
- 2005: Está em Casa? - Playground (produção musical, gravação, edição digital, mixagem, vocal de apoio e arranjo vocal)
- 2005: Felicidade Instantânea - CPM 22 (produção musical, gravação, edição digital, vocal de apoio, arranjos vocais e mixagem)
- 2005: Tihuana - Tihuana (gravação, edição digital, mixagem, produção vocal e vocal de apoio)
- 2005: Floribella - Vários artistas (gravação, edição digital, mixagem, vocal de apoio, arranjo e produção vocal)
- 2005: Mil e Uma Noites - Rouge (gravação, produção, treinamento e arranjo vocal, edição digital e mixagem)
- 2005: Imunidade Musical - Charlie Brown Jr. (gravação e edição digital)
- 2006: NX Zero - NX Zero (gravação, edição digital e produção vocal)
- 2006: Cubanajarra - Velhas Virgens (produção musical, gravação, mixagem, direção vocal, vocal de apoio e programações)
- 2006: Vicious - Supla (gravação e edição digital)
- 2006: Cidade Cinza - CPM 22 (produção musical, gravação, edição digital, vocal de apoio, arranjos vocais e mixagem)
- 2006: Floribella 2: É pra Você Meu Coração - Vários artistas (gravação, edição digital, mixagem, vocal de apoio, arranjo e produção vocal)
- 2006: Um Dia de Cada Vez - Tihuana (gravação, edição digital e produção vocal)
- 2006: Procedimentos de Emergência - Hateen (gravação, edição digital e vocal de apoio)
- 2006: MTV ao Vivo - CPM 22 (produção musical, gravação e edição digital)
- 2007: Pequenas Caixas - Leela (gravação, edição digital e mixagem)
- 2007: Invisível DJ - Ira! (gravação e edição digital)
- 2007: Dance Dance Dance - Vários artistas (produção musical, gravação, arranjos, programação, baixo, teclado, edição digital, vocal de apoio e mixagem)
- 2007: Country Star - Nathalia Siqueira (gravação, edição digital, vocal de apoio, produção e arranjos vocais)
- 2007: MTV ao Vivo - 5 Bandas de Rock - Vários artistas (produção musical, gravação, edição digital, coordenação de palco, mixagem 2.0 e 5.1)
- 2007: Ritmo, Ritual e Responsa - Charlie Brown Jr. (gravação e edição digital)
- 2007: ...e o Mundo de Lá - Braia (edição digital, mixagem e masterização)
- 2008: Redenção - Fresno (produção musical, arranjos vocais, vocal de apoio, mixagem e edição digital)
- 2008: Ao Vivo - Nathalia Siqueira (gravação, edição digital, direção musical, mixagem 2.0 e 5.1)
- 2008: Os Thomés - Os Thomés (produção musical, gravação, edição digital, mixagem, produção vocal)
- 2008: Como Fazer Inimigos... - FISTT (produção musical, baixo, gravação, vocal de apoio, edição digital e mixagem)
- 2008: 62 Mil Horas Até Aqui - NX Zero (gravação, edição digital e produção vocal)
- 2008: Agora - NX Zero (gravação, edição digital, vocal de apoio e produção vocal)
- 2010: Ceremonya - Ceremonya
- 2010: Hardneja Sertacore - Hardneja Sertacore (vocal de apoio)
- 2010: Manu Gavassi - Manu Gavassi (vocal de apoio)
- 2011: Rebeldes - Rebeldes (arranjos vocais, vocais de apoio)
- 2012: Este Lado para Cima - Resgate[8] (produção musical, vocal de apoio, "pet"sofone, violoncelo, percussão, engenharia de áudio, edição e mixagem)
- 2012: Meu Jeito, Seu Jeito - Rebeldes (arranjos vocais, vocais de apoio)
- 2013: Silent Revenge - Hibria (mixagem)
- 2015: 25 Anos - Resgate (guitarra, violão e vocal de apoio)
- 2020: É Só Isso Aqui - Resgate (produção musical, baixo, e vocal de apoio em "Fora do Aquário")